# Área micropolitana de Huntingdon
El área micropolitana de Huntingdon,  y oficialmente como Área Estadística Micropolitana de Huntingdon, PA µSA tal como lo define la Oficina de Administración y Presupuesto, es un Área Estadística Micropolitana centrada en la localidad de Huntingdon en el estado estadounidense de Pensilvania. El área micropolitana tenía una población en el Censo de 2010 de 45.913 habitantes, convirtiéndola en la 283.º área micropolitana más poblada de los Estados Unidos. El área micropolitana de Huntingdon comprende el condado de Huntingdon, siendo Huntingdon la localidad más poblada.

## Composición del área micropolitana

### Boroughs
Alexandria |
Birmingham |
Broad Top City |
Cassville |
Coalmont |
Dudley |
Huntingdon |
Mapleton |
Marklesburg |
Mill Creek |
Mount Union |
Orbisonia |
Petersburg |
Rockhill Furnace |
Saltillo |
Shade Gap |
Shirleysburg |
Three Springs 

### Municipios
Barree |
Brady |
Carbon |
Cass |
Clay |
Cromwell |
Dublin |
Franklin |
Henderson |
Hopewell |
Jackson |
Juniata |
Lincoln |
Logan |
Miller |
Morris |
Oneida |
Penn |
Porter |
Shirley |
Smithfield |
Springfield |
Spruce Creek |
Tell |
Todd |
Union |
Walker |
Warriors Mark |
West |
Wood 

### Lugares designados por el censo
Allenport